# Prince Amponsah
Prince Amponsah (sinh ngày 29 tháng 12 năm 1996) là một cầu thủ bóng đá người Ghana thi đấu cho đội bóng Giải bóng đá Ngoại hạng Thái Lan Angthong.